# Anna Červinková-Eiseltová
Anna Červinková–Eiseltová (19. srpna 1883 Praha – neznámé datum a místo úmrtí) byla česká překladatelka.

## Život
Byla jediná dcera pražského obhájce JUDr. Eugena Eiselta a jeho manželky Josefy, rozené Tobischové, původem z Hradce Králové. V době jejího narození bydlela rodina na pražské Malé Straně.
Dne 7. listopadu 1905 se provdala za advokáta a básníka Adolfa Červinku (1875–1936), se kterým měla syna Eugena (1906–??). (Syn Eugen Červinka se stal advokátem jako otec, byl autorem spisů o pozemkové reformě a o odluce církve od státu.)
Datum a místo úmrtí se prozatím nepodařilo zjistit.

## Dílo
Identifikovány byly pouze drobné časopisecké práce a jeden překlad.

### Vlastní
- Annie Červinková-Eiseltová: Obraz. Ženské listy. 15. 6. 1915, s. 11–12. Dostupné online.
- Anna Červinková-Eiseltová: Dojmy z Hradčan. Ženské listy. 15. 6. 1916, s. 7–8. Dostupné online.
- Anna Červinková-Eiseltová: Srdcová královna. Moderní revue. 1913-1916, s. 70–73. Dostupné online.

### Překlady
- LEE, Vernon. Povídky. Překlad Inka Zvachová, Robert Hořan, Anna Červinková–Eiseltová. Praha: Kamilla Neumannová, 1915. 33 s. (Knihy dobrých autorů; sv. 126).; cestopisná črta Jezera mantovská[4]